# Karlstad Stadslopp
Karlstad Stadslopp, tidigare GötaJoggen, är ett årligt löpevenemang som går av stapeln i Karlstad varje år i juni. Det går att välja mellan distanserna 5 eller 10 km.

## Historik
- 1980 Lördagen 26 april 1980 fick Värmland en ny folkrörelse - GötaJoggen. 2300 deltagare vågade sig på denna nyhet på idrottshimlen. De kunde välja mellan 15 eller 25 km lång bana och starten gick på Norra Fältet.

- 1981 GötaJoggen var med 4500 anmälda Sveriges näst största motionsarrangemang i sin kategori. 4100 nådde målet på Tingvalla IP och det är många som minns och ler åt flaskhalsen över bron på Norra Fältet.

- 1983 IF Göta Karlstad satte en gräns vid 10 000 anmälningar redan i inbjudningsmaterialet. Det antalet uppnåddes långt före sista anmälningsdag och det var många som inte fick vara med.

- 1984 Rekordens och jubileernas år. GötaJoggen firade fem år samtidigt som Karlstad firade 400 år. GötaJoggen klippte till med prydligt deltagarrekord som står sig än idag - cirka 12 400 anmälda.

- 1988 Damklassen nämndes för första gången. Damvinnaren fick dock nöja sig med 2000:- när herrvinnaren fick 5000:-. Det bör nämnas att GötaJoggen redan 1992 hade en lika stor prischeck i både dam- och herrklass, det var 15 år före Wimbledon som år 2007 kunde säga samma sak.

- 1989 Soligt när GötaJoggen fyllde 10 år. De trognas skara, som deltagit varje år, uppgick till 194 st, de förärades en egen T-shirt.

- 1991 En milstolpe i GötaJoggens historia, eftersom de allra yngsta fick en egen "MiniJogg". Den avgjordes kvällen före ordinarie jogg ute vid Våxnäs IP.

- 1993 Milstolpen för året: Den 100 000:e deltagaren i GötaJoggens 15-åriga historia var Peter Larsson, Kristinehamn. Startkorten skrotades och tiden avlästes med modern streckkodsteknik.

- 1994 Jubileumsår - GötaJoggen 15 år! Fem av GötaJoggens tävlingsledare fanns med på startlinjen: Inge Johansson, Ulf Karlsson, Kenneth Axelsson, Sören Andersson och Stefan Olsson.

- 1997 Detta år även med rollerblades, premiär för inlineklassen. Den skulle snabbt etablera sig som ett av Sveriges största och mest uppskattade lopp. Andelen löpare som valde 10 km banan ökade och det var inte längre en sträcka enbart för damer.

- 1999 Jubileumsår, GötaJoggens 20:e upplaga. MiniJoggen flyttade till Mariebergsskogen där även en stafett och en promenad genomfördes. För första gången kunde man göra en anmälan till GötaJoggen på internet.

- 2001 Ett förändringens år. GötaJoggen blev Karlstad Stadslopp och MiniJoggen blev Karlstad Minilopp. En delvis ny bana med start vid Länsstyrelsen. 10 km, som har varit en del av Joggen sedan 1992, blev den enda distansen i alla klasser.

- 2004 Karlstad Stadslopp/GötaJoggen fyllde 25 år, samtidigt som IF Göta Karlstad fyllde 100 år. De trogna som har deltagit i alla ovanstående lopp var vid detta tillfälle 65 st.

- 2005 Nu blåste förändringsvindar åter runt arrangemanget. Start och mål flyttades till Sundsta och ett enda evenemangsområde skapades. Det andra regnloppet i Stadsloppshistorien måste bokföras. Det blev dubbelt norskt i både dam- och herrklass.

- 2007 Den hårdaste spurtstriden i loppets historia utspelade sig mellan Sylvester Kiméi och Sammy Kurui. Kiméi ledde knappt men föll och rullade över mållinjen, målfoto visade att Kurui var först i mål. Kiméi var nära att missa pallen då det var fyra löpare inom 2 sekunder.

- 2009 Premiär för Miniminiloppet. För första gången erbjöds något för alla åldrar. Det nya loppet blev succé direkt, med 525 anmälda barn i åldrarna 0-6 år.

- 2011 Ellinor Johansson tog över som tävlingsledare efter Stephan Hammar. Vann herrklassen gjorde Mustafa Mohamed på tiden 29:27,6. I damloppet stod Christina Bus Holt från SK Vidar som segrare. Loppet lockade för första gången på 2000-talet över 4000 deltagare.

- 2014 Karlstad Stadslopps 35-årsjubileum. Nyhet för året var att inlinesklassen togs bort och ersattes med en ny distans att välja på, 21 km (halvmarathon).

## Segrare

### Karlstad Stadslopp 10 km
| År   | Namn               | Tid   |
| ---- | ------------------ | ----- |
| 2023 | Jesper Lundberg    | 30:28 |
| 2022 | Samuel Fitsumbrhan | 31:33 |
| 2021 | Isak Eriksson      | 32:14 |
| 2020 | Inställt           |       |
| 2019 | Jonas Leandersson  | 30:40 |
| 2018 | Anders Gløersen    | 31:22 |
| 2017 | Weldu Negash       | 30:51 |
| 2016 | Yared Admasu       | 31:21 |
| 2015 | Anders Kleist      | 30:58 |
| 2014 | Japhet Kipkorir    | 30:23 |
| 2013 | Patrik Andersson   | 31:57 |
| 2012 | Urige Buta         | 29:33 |
| 2011 | Mustafa Mohamed    | 29:27 |
| 2010 | Sammy Kurui        | 29:52 |
| 2009 | Sammy Kurui        | 27:53 |
| 2008 | Japhet Kipkorir    | 29:23 |
| 2007 | Sammy Kurui        | 29:13 |
| 2006 | Japhet Kipkorir    | 29:39 |
| 2005 | Henrik Sandstad    | 29:29 |
| 2004 | Silas Sang         | 28:42 |
| 2003 | Fred Mogaka        | 29:12 |
| 2002 | Fred Mogaka        | 29:14 |
| 2001 | Meshack Sang       | 28:55 |

### GötaJoggen 15 km
| År   | Namn                | Tid   |
| ---- | ------------------- | ----- |
| 2000 | Rachid Ait Bensalem | 43:58 |
| 1999 | Martin Ojuku        | 44:48 |
| 1998 | Jiri Punda          | 45:31 |
| 1997 | Martin Oiugu        | 43:44 |
| 1996 | Francis Nade        | 44:33 |
| 1995 | Andrew Sambu        | 44:03 |
| 1994 | Bigboy Goromonzi    | 44:38 |
| 1993 | William Musyoki     | 45:55 |
| 1992 | Zachari Gwandu      | 46:14 |